# Aereogramme
Aereogramme е шотландска рок група. Ориентира се към алтернативен/прогресив рок.
Aereogramme е създадена през 1998 г. в Глазгоу, Шотландия. След няколко сингъла и EP през 2001 г. се появява дебютният им албум A Story In White. 2003 г. следва албумът Sleep and Release. 2007 г. е издаден последният им албум My Heart Has a Wish That You Would Not Go и същата година се разпадат. Причините за това за множество, но като главна се посочват финансовите проблеми.
Последната изява на групата е на 31 август 2007 г. на Connect Festivals в Шотландия.

## Дискография

### Студийни албуми
- A Story in White (2001)
- Sleep and Release (2003)
- My Heart Has a Wish That You Would Not Go (2007)

### Сингли и EP
- Translations (1999)
- Hatred (1999)
- FukdID – Glam Cripple EP (2000)
- White Paw EP (2001)
- Livers & Lungs EP (2003)
- Seclusion EP (2004)
- In the Fishtank 14 (2006, заедно с Isis)